# San Luca (Giambologna)

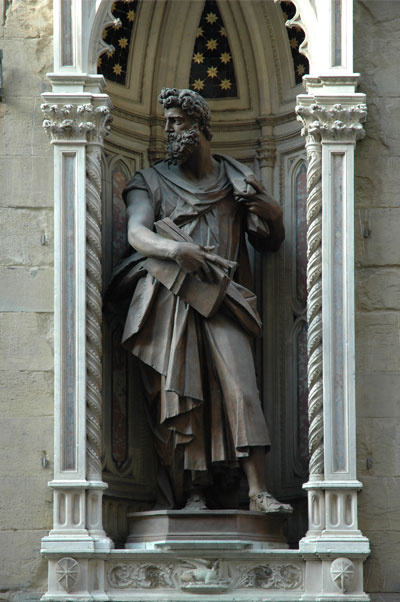
San Luca del Giambologna

La statua di San Luca di Giambologna fa parte del ciclo delle quattordici statue dei protettori delle Arti di Firenze nelle nicchie esterne della chiesa di Orsanmichele. Fu commissionata dall'Arte dei Giudici e Notai e risale al 1597-1602. È in bronzo ed è alta 273 cm. Oggi si trova conservata all'interno del Museo di Orsanmichele, mentre all'esterno è sostituita da una copia.

## Storia
Il tabernacolo era anticamente decorato dalla statua marmorea di San Luca di Niccolò di Pietro Lamberti, eseguita entro il 1406 ed oggi conservata al Museo del Bargello. Nella seconda metà del Cinquecento si decise di rinnovare il tabernacolo, commissionando una più prestigiosa scultura bronzea (il bronzo costava circa dieci volte più del marmo ed era stato usato nel complesso di Orsanmichele dalle Arti più ricche e potenti). 
La storia della commissione e della realizzazione della statua di Giambologna è ben documentata. Inizialmente la commissione era andata a Stoldo Lorenzi, ma alla sua morte nel 1582 egli aveva appena fatto in tempo a procurarsi il materiale, che all'epoca era ancora il marmo. La commissione passò così allo scultore fiammingo e venne allora deciso di usare il bronzo, in modo che tutte le sculture sulla trafficata via de' Calzaiuoli fossero di materiale uguale (le altre sono l'Incredulità di San Tommaso del Verrocchio e il San Giovanni Battista di Lorenzo Ghiberti). L'incarico venne ufficializzato nel 1583, ma si dovettero aspettare quasi vent'anni prima di vedere la statua completata, nel 1602. Il ritardo fu dovuto essenzialmente alle pressanti commissioni granducali che impegnarono lo scultore. Sappiamo che comunque già nel 1590 nello studio dello scultore esisteva il modello a grandezza reale per la fusione e anche i dati stilistici rimandano alla produzione del maestro negli anni Ottanta del Cinquecento, piuttosto che a quella degli esordi del XVII secolo. 
La scultura venne restaurata tra il 2001 e il 2002 a cura della Soprintendenza, grazie al finanziamento della Ross Family Charitable Foundation di New York.

## Descrizione
San Luca Evangelista è ritratto come un uomo barbuto di mezza età, vestito all'antica con toga e mantello, con il braccio destro che regge un libro aperto e con quello sinistro appoggiato sulla spalla (forse una memoria del David di Michelangelo). Il corpo presenta una torsione tipicamente manierista, sebbene l'angusto spazio della nicchia limiti l'estro scultoreo di Giambologna, che creò una figura composta e solenne. La statua è firmata e datata IOA. BOL. BELG. MDCII.
Il San Luca non ha goduto di molta fortuna critica nei secoli, nonostante l'apprezzamento di Gianlorenzo Bernini, che si tramanda l'avesse lodata. I giudizi sono stati in parte immotivatamente critici, enfatizzanti la vecchiaia dell'artista all'epoca della realizzazione (anche se il progetto era precedente di molto) e il confronto con il San Matteo Apostolo del Duomo di Orvieto, sempre di Giambologna, che si riteneva il modello di quest'opera: venne infatti allogata al Giambologna nel 1595 e eseguita da Pietro Francavilla nel 1600, ma, come si è già detto, era invece posteriore al bozzetto del San Luca.

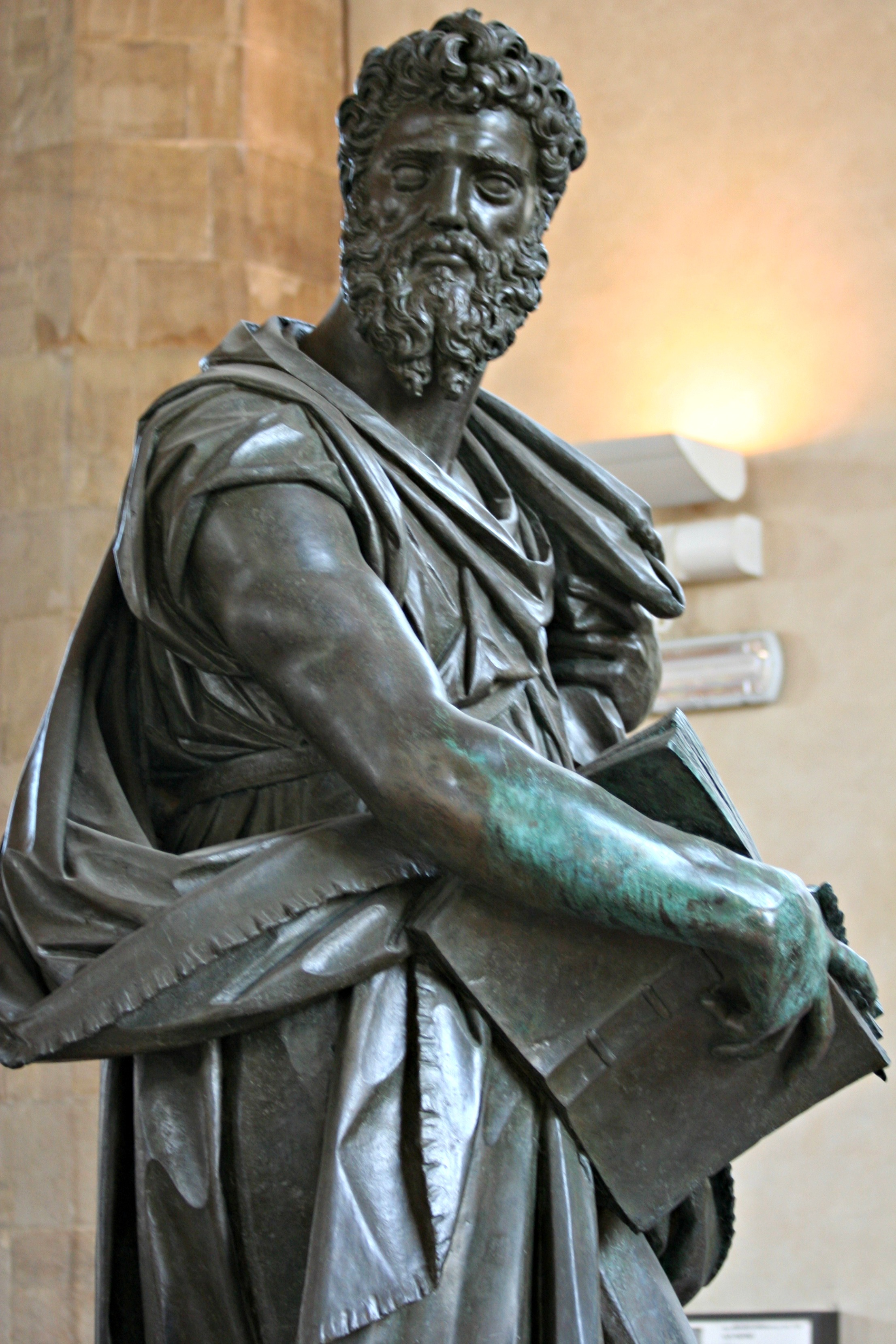
Dettaglio
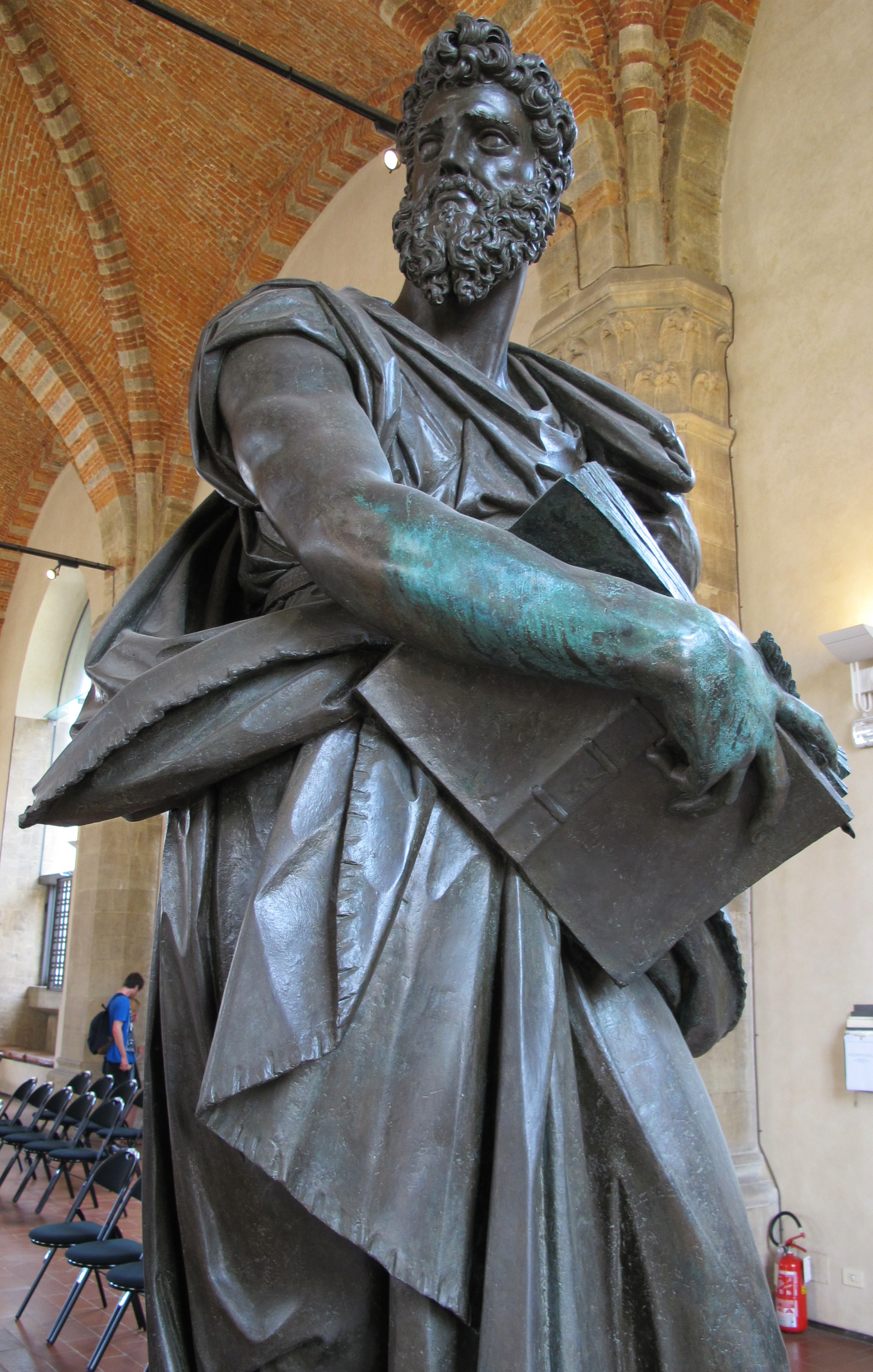
Dettaglio
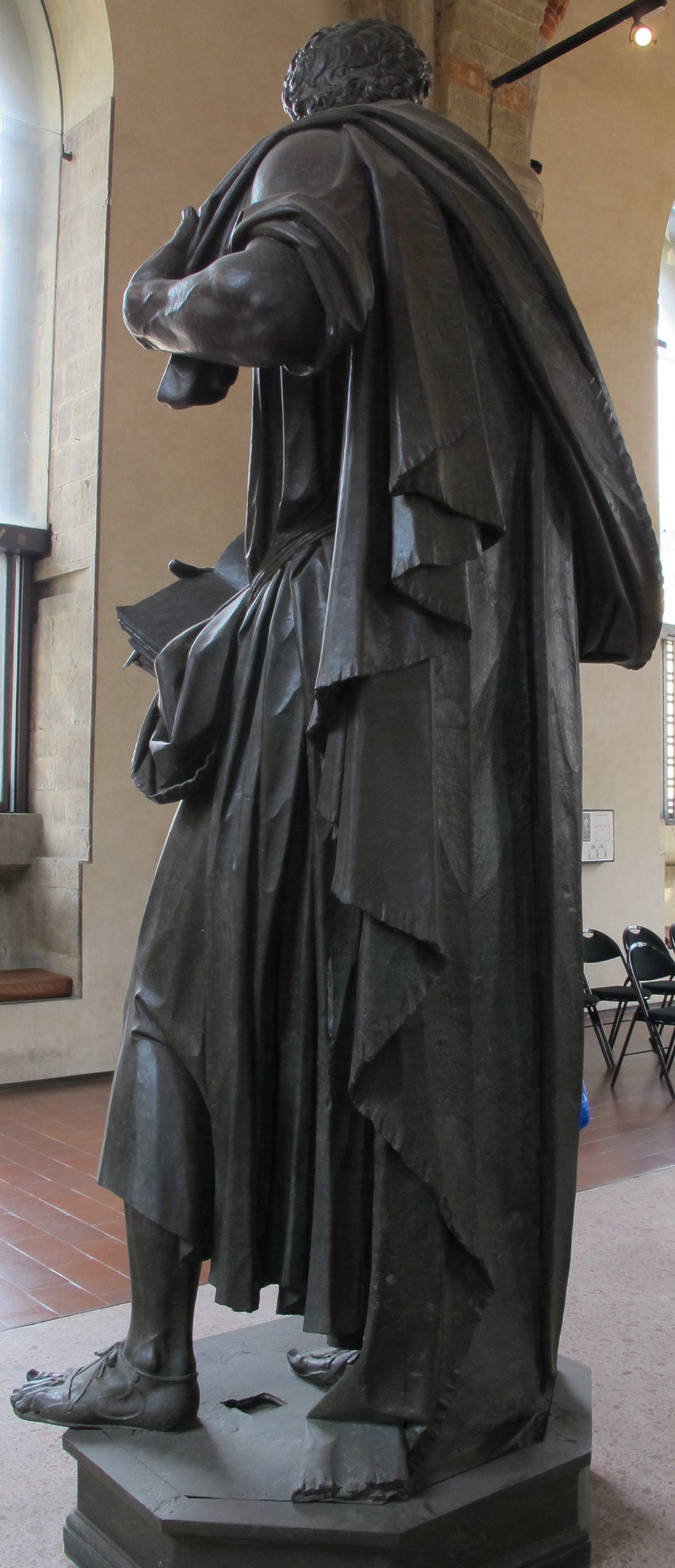
Il retro
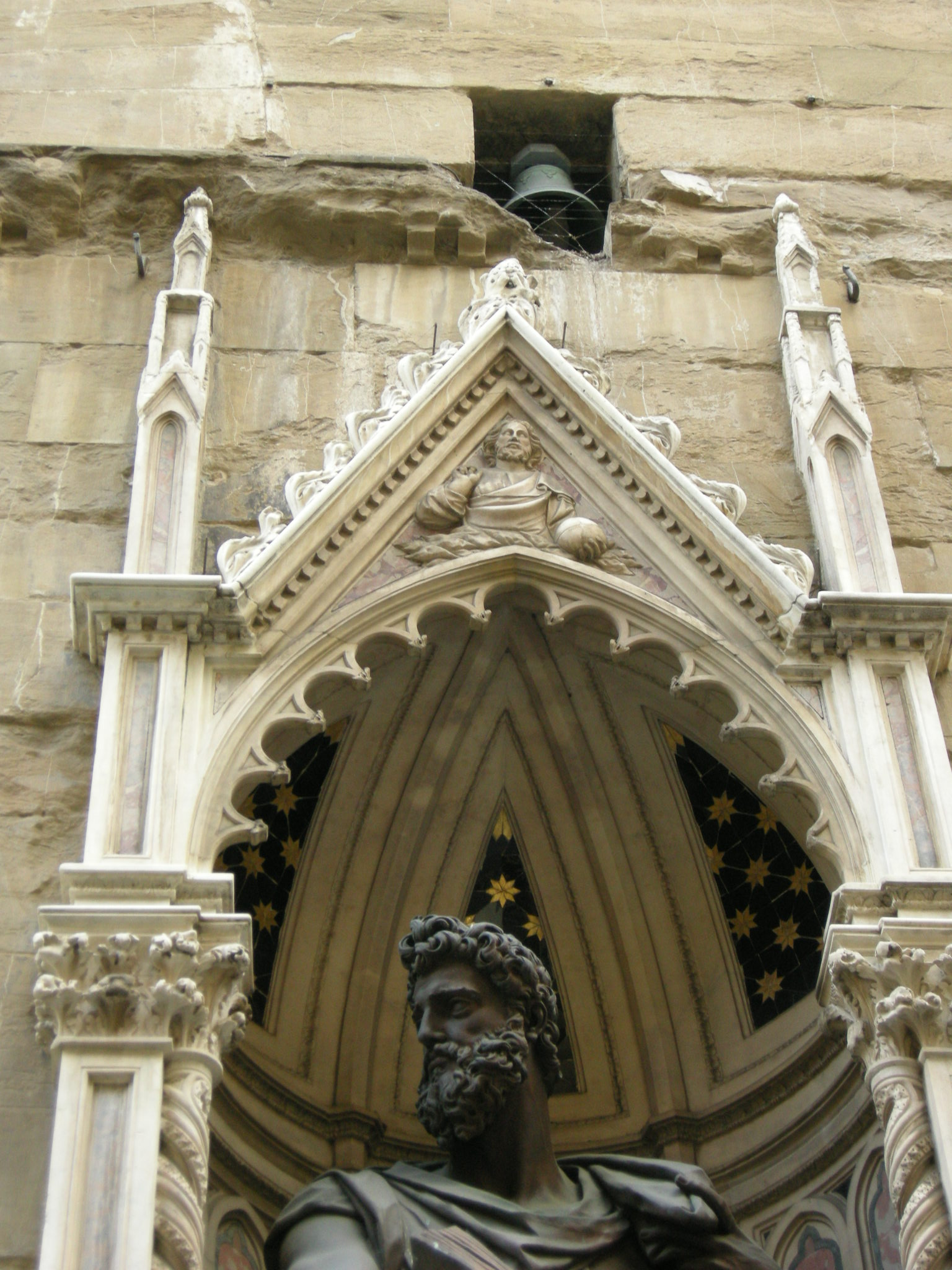
La cuspide del tabernacolo